# Тіасти
Тіасти (ест. Tiastõ), також Теасте (ест. Teaste), Теасти (ест. Teastõ) — село в Естонії, входить до складу волості Міссо, повіту Вирумаа.